# Podgórze (Borki)
Podgórze – część wsi Borki w Polsce, położona w województwie małopolskim, w powiecie dąbrowskim, w gminie Szczucin.
W latach 1975–1998 Podgórze administracyjnie należało do województwa tarnowskiego.